# Pray (песня Take That)
«Pray» — песня британского бой-бенда Take That с их второго студийного альбома Everything Changes (1993).
Сначала песня была издана отдельным синглом. (Сингл вышел в июле, а альбом в октябре. Это был второй из шести синглов с данного альбома.)
В британском хит-параде (UK Singles Chart) сингл с песней «Pray» провёл 4 недели на 1 месте. Это был первый из (на 2017 год) двенадцати синглов группы Take That, достигших 1 места в британском сингловом чарте и первый в беспроигрышной серии из четырёх синглов Take That подряд, поднявшихся на 1 место в 1993—1994 годах («Pray», «Relight My Fire», «Babe», «Everything Changes»).
В Великобритании сингл с песней «Pray» был сертифицирован золотым по продажам. К настоящему времени он продался в этой стране в более чем 438000 экземпляров. Кроме того, песня победила на церемонии 1994 BRIT Awards в категориях «Лучший британский сингл» и «Лучший британский видеоклип».
Автор песни — Гэри Барлоу.